# 董文驥
董文骥，字玉虬，號易農，直隸武进人，清朝政治人物，同進士出身。
順治六年（1649年）登己丑科進士，歷任甘肃陇右道。有《微泉阁集》。